# House of Gold
House of Gold is een nummer van het Amerikaanse alternatieve rockduo Twenty One Pilots uit 2013. Het is de vierde single van hun derde studioalbum Vessel.
Het nummer, waarin de ukelele prominent aanwezig is, is een ode van frontman Tyler Joseph aan zijn moeder. In de tekst zingt hij hoeveel hij houdt van zijn moeder, en dat hij voor haar zal blijven zorgen als haar vader er niet meer is. "House of Gold" bereikte de Amerikaanse Billboard Hot 100 niet, maar bereikte wel de Rock Songs- en Alternative Songs-lijsten van Billboard. In Nederland bereikte het nummer geen hitlijsten, maar krijgt het wel airplay op diverse radiostations.